# 奧霍德阿瓜縣

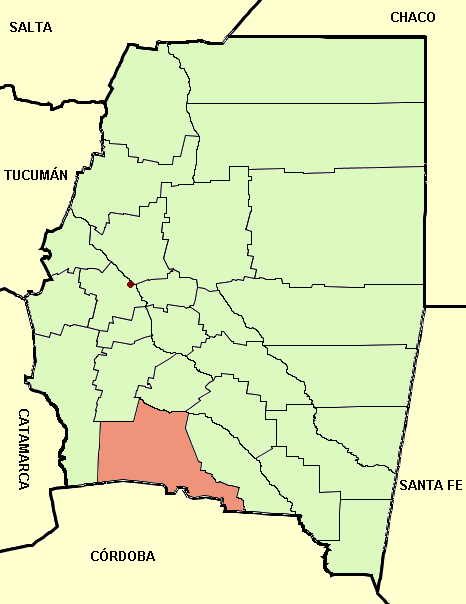

29°29′57″S 63°41′42″W / 29.49917°S 63.69500°W
奧霍德阿瓜縣（西班牙語：Departamento Ojo de Agua），是阿根廷的縣份，位於該國北部聖地亞哥-德爾埃斯特羅省，首府設於奧霍德阿瓜鎮，面積6,269平方公里，2010年人口14,008，人口密度每平方公里2.23人。